# Toshiya Sueyoshi
Toshiya Sueyoshi (末吉 隼也 Sueyoshi Toshiya?), född 18 november 1987 i Fukuoka prefektur, är en japansk fotbollsspelare.
Sueyoshi började sin karriär 2010 i Avispa Fukuoka. Han spelade 92 ligamatcher för klubben. Efter Avispa Fukuoka spelade han för Sagan Tosu och Oita Trinita. Han gick tillbaka till Avispa Fukuoka 2015. 2018 flyttade han till Fagiano Okayama. Efter Fagiano Okayama spelade han för SC Sagamihara.